# Assemblée nationale (Guinée)
Pour les autres articles nationaux ou selon les autres juridictions, voir Assemblée nationale.
Assemblée actuellement dissoute
Palais du peuple
L'Assemblée nationale est l'organe législatif monocaméral de la Guinée. Elle compte 114 membres dont 76 élus directement au scrutin proportionnel et 38 au scrutin uninominal. 
L'assemblée est actuellement dissoute et remplacée provisoirement par le Conseil national de la transition.

## Historique
Le 27 mars 2024, sous la présidence du président du CNT, Dansa Kourouma a procède a la pause de première pierre de la construction du futur siège de l'institution au centre directionnel de Koloma tous en adressant un hommage au victime du Kaporo rails.

## Système électoral
L'Assemblée nationale est composée de 114 sièges dont les membres sont élus pour cinq ans selon un mode de scrutin parallèle.
Sont ainsi à pourvoir 38 sièges au scrutin uninominal majoritaire à un tour dans autant de circonscriptions électorales correspondant aux 33 préfectures du pays et aux 6 communes de la capitale Conakry. À ce total s'ajoutent 76 sièges pourvus au scrutin proportionnel plurinominal de liste dans une unique circonscription nationale. Il n'est pas fait recours à un seuil électoral, la répartition des sièges se faisant sur la base d'un quotient électoral national égal au nombre de suffrages divisés par le nombre siège à pourvoir à la proportionnelle, et les sièges restants au plus fort reste.

## Historique des présidents

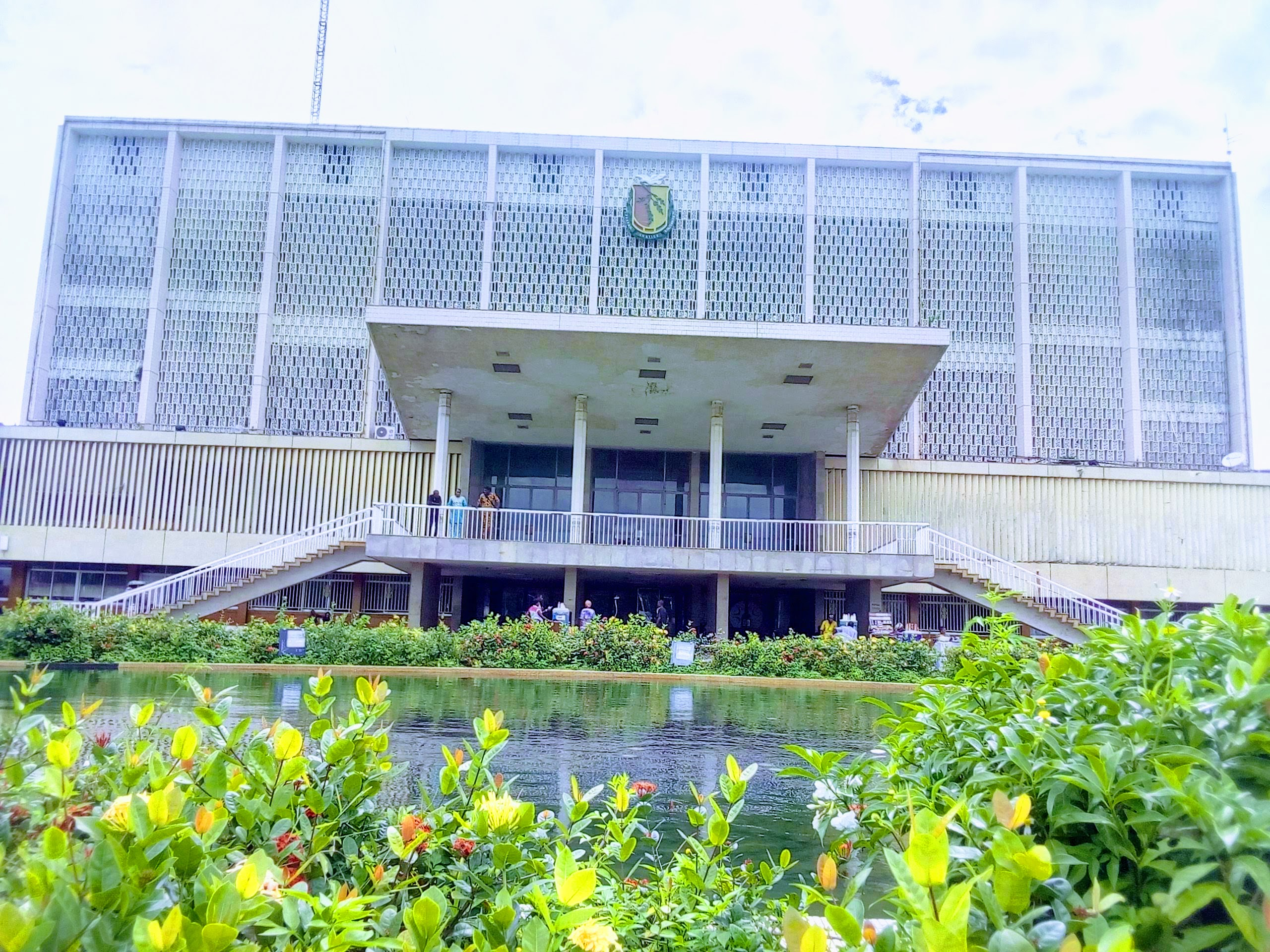
Entrée principale du palais du peuple à Conakry.

|  | Nom                  | Début | Fin  | Parti |
|  | -------------------- | ----- | ---- | ----- |
|  | Saïfoulaye Diallo    | 1958  | 1963 | PDG   |
|  | Léon Maka            | 1963  | 1974 | PDG   |
|  | Boubacar Biro Diallo | 1995  | 2002 | PUP   |
|  | Aboubacar Somparé    | 2002  | 2008 | PUP   |
|  | Claude Kory Kondiano | 2014  | 2020 | RPG   |
|  | Amadou Damaro Camara | 2020  | 2021 | RPG   |